# Walter (ur. 1914)
Walter, właśc. Walter Rodrigues Fortes (ur. 23 kwietnia 1914 w Rio de Janeiro) – piłkarz brazylijski grający na pozycji defensywnego pomocnika.

## Kariera klubowa
Walter w latach trzydziestych występował w klubie Sport Club Brasil.

## Kariera reprezentacyjna
Walter zadebiutował w reprezentacji Brazylii 6 września 1931 w wygranym 2-0 meczu z reprezentacją Urugwaju, którego stawką było Copa Rio Branco 1931. Rok później ponownie zdobył to trofeum. Ostatni raz w reprezentacji wystąpił 12 grudnia 1932 w meczu z Nacionalen Montevideo, w którym zdobył jedyną bramkę w reprezentacji. W reprezentacji wystąpił w dwóch oficjalnych spotkaniach (4 mecze, 1 bramka, jeśli doliczy się mecze z drużynami klubowymi).